# Cars Mater-National Championship
Cars Mater-National Championship (в России официально издана под названием «Тачки. Новый сезон») — гоночная компьютерная игра, разработанная студией Rainbow Studios. Релиз игры состоялся в 2007 году. Является продолжением игры Cars.

## Сюжет
В Радиатор-Спрингс Молния МакКуин построил стадион и решил устроить гонки. Со всего мира начали съезжаться гонщики. Среди них — Эмма, маленький бело-розовый раллийный автомобиль из Англии, Гудмунд, машина из Швеции, которая имеет большое количество фар и любит ездить по пещерам в ночное время, Отто — немецкий участник Ле Карс, который не понимает концепцию ограничения скорости, Хиро — дрифтер из Японии, Джованни — красный Ferrari из Италии. Кроме этого, в игре есть ответвление под названием «Кубок Ржавого Капота». В квалификационных заездах выступают Мэтр, Клетус, Зик и многие другие. В финале в гонке участвует Эмма.
В игре по сравнению с первой частью обновлены Клаксоновая долина, Радиатор-Спрингс и ущелье Щучий хвост. В Клаксоновой долине появились строительная зона, аэропорт и несколько горных формирований. В ущелье Щучий хвост полностью обновлены дороги. Филмор открыл природный парк.

## Восприятие
| Сводный рейтинг | Сводный рейтинг                                 |
| Агрегатор       | Оценка                                          |
| --------------- | ----------------------------------------------- |
| Metacritic      | DS: 69/100 PS2: 67/100 PS3: 63/100 X360: 58/100 |

Cars Mater-National Championship получила средние отзывы со стороны рецензентов после выхода в свет. PSXExtreme поставил игре 7 баллов, высоко оценив звук, но раскритиковав графику. Портал IGN поставил версии игры для Nintendo DS 6.8/10, назвав её «милой» и подходящей для детской аудитории.
Агрегатор отзывов об играх Metacritic поставил версии Nintendo DS 69/100, Xbox 360 — 58/100, PlayStation 3 — 63/100 и PlayStation 2 — 67/100.
Илья Янович в журнале «Игромания» отмечал, что Cars Mater-National Championship удалось шагнуть далеко вперёд в плане графики, даже несмотря на кособокие модели героев. Среди других преимуществ были также отмечены её усложнённость, большее разнообразие геймплея, ориентация не только на детскую аудиторию (последние два обстоятельства — в сравнении с предыдущей игрой).